# Ołobok (Grande-Pologne)
Pour les articles homonymes, voir Ołobok.
 (novembre 2014).
Si vous disposez d'ouvrages ou d'articles de référence ou si vous connaissez des sites web de qualité traitant du thème abordé ici, merci de compléter l'article en donnant les références utiles à sa vérifiabilité et en les liant à la section « Notes et références ».
Ołobok est un village de Pologne. Il fait partie de la commune de Sieroszewice, située dans le district d'Ostrów Wielkopolski en Grande-Pologne. Le 31 mars 2005, le village comptait 733 habitants.

## Histoire
La première mention historique de la localité date de 1136. 
En 1213, Ladislas Odonic, le duc de Grande-Pologne, y fonde un monastère pour les Cisterciens de Trzebnica. La même année, une première église, construite en bois, est consacrée. Au XIVe siècle, des colons allemands s’installent à Ołobok. Au XVIe siècle, le village est devenu un important centre régional du textile. Il devient également un lieu important pour le commerce des fruits. La fabrication d’objets en paille et la broderie deviennent les spécialités du village grâce aux techniques enseignées par les religieux aux habitants. 
À la fin du XVe siècle et au début du XVIe siècle, l’église saint Jean l’évangéliste est érigée, dans un style gothique tardif, ainsi qu’un monastère pour les Cisterciens. Les bâtiments sont fortement endommagés par un incendie au milieu du XVIIe siècle et reconstruits à la fin du siècle. De 1780 à 1788, on procède à la réfection de la façade occidentale de l’église et on ajoute un clocher. En 1837, les autorités prussiennes ferment le couvent cistercien. La plus grande partie du monastère est démolie en 1882. L’église est restaurée de 1922 à 1924. La décoration intérieure est très riche. 
L’église paroissiale, en bois, date du XVIe siècle. Elle abrite un autel principal de style renaissance tardif, construit vers 1600, et deux autels annexes du XVIIe siècle et du XVIIIe siècle.